# Safel El Ouiden
Safel El Ouiden (em árabe: سافل الويدان) é uma comuna localizada na província de Souk Ahras, Argélia. De acordo com o censo de 2008, a população total da cidade era de 2 731 habitantes.